# Philemon Adriet
Theobal Anatoile Philemon Adriet (auch Theobald Anatole Philemon Adriet; * 15. April 1836 in Tarascon, Bouches-du-Rhône, Frankreich; † 17. März 1911 in Aix-en-Provence, Bouches-du-Rhône, Frankreich) war ein französischer Oboist, Militärkapellmeister, Lieutenant und Komponist.

## Leben
Philemon Adriets Eltern waren der Marechal de la gendarmerie Jean Anatoile Adriet (1794–1843) und Anne Therese Cornille (1797–1882). Er wurde am 7. September 1854 als Soldat in das 22e régiment d’infanterie de ligne eingezogen. Er studierte auf Veranlassung des Kriegsministeriums in speziellen Klassen für Militärmusik am Conservatoire de Paris. Im August 1856 erhielt er als Schüler des Oboisten und Komponisten Stanislas Verroust (1814–1863) einen Prix Premier Accessit im Instrumentalfach Oboe. Im August 1857 erhielt er als Schüler Verrousts einen Deuxième prix [Zweiten Preis] im Instrumentalfach Oboe. Im Oktober folgten ein Deuxième Accessit in Musiktheorie als Schüler Napoléon Alkans und Émile Durands und in Harmonielehre und Komposition als Schüler François Bazins. Am 7. Februar 1858 wurde er Kapellmeister des 91 Regiment d'Infanterie de ligne. Vom 20. Juni 1865 bis zum 21. November 1884 war er Kapellmeister des 47e Regiment d'Infanterie de Ligne. Zwischen 3. Juli 1870 und 12. April 1871 nahm er am Deutsch-Französischen Krieg teil. 1881 bis 1884 war er in Saint-Malo stationiert, während er in Rognac wohnte. Am 8. Juli 1881 wurde er zum Chevalier de la Legion d’honneur ernannt. Am 21. November 1884 trat er nach dreißig Jahren Militärdienst in den Ruhestand. Zu diesem Anlass komponierte und dirigierte er eine Fanfare in Auray. Am 15. April 1885 heiratete er in Rennes Pauline Marie Marion (* 1846). 1893 leitete er La Lyre Sainte-Amandoise in Saint-Amand. Noch 1906 gab er in Aix-en-Provence privaten Musikunterricht.

## Werke (Auswahl)
Philemon Adriets Kompositionen und Arrangements waren zu Ende des 19. Jahrhunderts und zu Beginn des 20. Jahrhunderts beliebte Repertoirestücke französischer Militärkapellen.

### Kompositionen für Blasorchester
- Le Dernier. Pas redoublé für Militärmusik, H. Schoenaers, Paris OCLC 843193222
- Marche, pas redoublé de route, publiziert bei Vve Chéluve, Paris OCLC 843193233
- La Jeune Armée, Allegro, 1877 aufgeführt[13]
- Le Triomphe des Basses[14]
- Romance sans paroles für Oboe und Blasorchester, 1877 aufgeführt
- Cavatine sans paroles pour hautbois principal, publiziert bei Buffet-Crampon P. Goumas in Paris, 1877 OCLC 843193219
- Marche militaire, 1877 aufgeführt
- La Cigale, Valse facile, publiziert bei Ch. Paris-Kerjullon in Paris, 1879 OCLC 843193220
- Maderbock, Pas redouble, Marche, Paris, aufgeführt 1880[1][15]
- Bleu d'azur, Valse, publiziert bei A. Chaimbaud, Paris, 1881 OCLC 843193218
- Fin de Soirée, bonsoir amical op. 219, publiziert bei Braun, Paris, 1881 OCLC 843193226
- La St Hubert, Fantaisie chasse [Jagdfantasie], publiziert bei Ch. Paris-Kerjullon in Paris, 1881 OCLC 843193244
- Edimbourg, Schottisch, publiziert bei D.-E. Gras in Brignoles, 1881 OCLC 843193223
- La Rance, Redowa, gedruckt bei A. Chaimbaud in Paris, 1881 OCLC 843193242
- Le Val-Suzon, Fantasie, aufgeführt 1882
- Mam'zelle vif argent, Grande valse op. 199, gedruckt bei Joly in Paris, 1882 OCLC 843193232
- Aux Basses la Gloire. Pas redouble Puissant, op. 85, publiziert in Paris, 1883[16], aufgeführt ab März 1882
- Tortillard, Quadrille, gedruckt bei Chaimbaud in Paris, 1884 OCLC 843193249
- Fleur d'Ecosse, Schottisch, publiziert bei Laurens in Paris, 1886 OCLC 843193229
- Téléphone-galop, Galopp, publiziert bei Laurens in Paris, 1886 OCLC 843193247
- Coup de soleil, Par redoublé, publiziert bei Laurens in Paris, 1886 OCLC 843193221
- St-Louis, Elevation, gedruckt bei Evette et Schaeffer in Paris, 1886
- Belle Lurette, Polka, gedruckt bei Laurens in Paris, 1886 OCLC 843193216
- Le Grand Danton. Allegro militaire. op. 274, gedruckt bei Millereau, Paris, 1887
- Gavotte Popmpadour op. 263, gedruckt bei Melomane, 1888
- Le Hussard, Pas redoublé, op. 347, gedruckt bei Kerjullou in Paris, 1889 OCLC 843193230
- Niort en fête, Grande marche, gedruckt im Journal L'Orphéon, 1889 OCLC 843193239
- Malaga-bolero, Morceau de repos op. 344, gedruckt bei Kerjullou in Paris, 1889 OCLC 843193231
- La Bienvenue, Allegro[17]
- Die Polka L’Aubade für Blasorchester mit Klarinettensol war ein beliebtes Repertoirestück und es existieren diverse Bearbeitungen für verschiedene Besetzungen, so für fünf Klarinetten oder für Cornet a Pistons mit Klavierbegleitung[18][19]

### Arrangements für Blasorchester
- Ave Maria (Bach/Gounod), publiziert bei P. Goumas in der Reihe Répertoire pour les services religieux, Paris, 1874 OCLC 844295556
- Allegretto de la symphonie en la de Beethoven, publiziert bei P. Goumas in der Reihe Répertoire pour les services religieux, Paris, 1876 OCLC 844295556
- Fantasie über Le proscrit ou Le tribunal invisible von Adolphe Adam. publiziert bei Ch. Paris-Kerjullac in Paris, 1878 OCLC 843193250
- Pas redouble sur Roméo et Juliette von Vincenzo Bellini, publiziert bei Millereau in Paris, 1879 OCLC 843193240
- Wolfgang Amadeus Mozart: Il Seraglio L'Enlèvement au sérail. Ouvertüre, publiziert in Paris, 1879 OCLC 843193254
- Diego Martinez: Une fête Catalane, Fantasie, publiziert bei Ch. Paris-Kerjullon in Paris, 1879 OCLC 843193253
- K. Ponamareff: Fantaisie caprice, publiziert bei Ch. Paris-Kerjullon in Paris, 1881 OCLC 842315923
- Grande fantaisie über La Muette de Portici von Daniel-François-Esprit Auber, gedruckt bei Millereau in Paris, 1885 OCLC 843193237
- Aria da chiesa [Kirchenarie], Alessandro Stradella zugewiesen, gedruckt bei Evette et Schaeffer in Paris, 1886. OCLC 843193214
- Fantasie über die Oper Lestocq, ou L’intrigue et l’amour von Daniel-François-Esprit Auber, gedruckt bei Kerjullou in Paris, 1889 OCLC 843193225
- Iphigenie en Aulide, Ouvertüre[16]

### Lieder
- Sous les roses, Romance op. 20, Text: Ernest Ducourneau († 1886) OCLC 843193246
- Sous la charmille, Romance-Valse, Text: Ernest Ducourneau OCLC 843193245

### Klaviermusik
- Marche scandinave, Pas redoublé, op. 286, Oscar II. gewidmet, gedruckt bei Millereau in Paris, 1884[Digitalisat 1]

### Kirchenmusik
- Messe à deux voix égales : composée sur les intervalles progressifs de 2des, 3ces, 4tes, 5tes etc. avec accompagnement d'orgue, Lille, 1867 OCLC 1027752136

## Digitalisate
1. ↑  Marche scandinave als Digitalisat bei Gallica